# بان كلوب كوبنهاغن
كان بان كلوب كوبنهاغن (بالإنجليزية: Pan Club Copenhagen، غالباً ما يشار إليه اختصاراً: Pan أو بان) هو حانة للمثليين تقع وسط العاصمة الدنماركية كوبنهاغن، والذي تم إغلاقها عام 2007 بعد أن كانت تعمل في مواقع مختلفة من المدينة منذ عام 1970. كانت بان واحدًا من أكبر نوادي المثليين في أوروبا وأكبرها في كوبنهاغن. فقد جذبت عددا كبيرًا من الناس، لا سيما في عطلة نهاية الأسبوع مع يوم السبت كونها أكبر ليلة. في حين جاء الناس من جميع الفئات العمرية تقريبا إلى النادي، كان الأكثر شعبية مع الرجال المثليين الأصغر سنا والمثليات. كما أنها جذبت حشودًا من المغايرين جنسيا، كانت واحدة من أكثر الأماكن العصرية التي يمكن زيارتها في كوبنهاغن مع زيارة العديد من المشاهير للنادي. تم تشغيل النادي في الأصل وامتلكه المنظمة الوطنية الدنماركية للرجال المثليين، والمثليات. أصبح المكان منذ ذلك الحين مكانًا تجاريًا وتغير مالكوه عدة مرات. وقام بتشغيله ثلاثة رجال هم منير وريكو وسادي من عام 2005 إلى أن أُغلِقت في عام 2007.
كان يقع النادي في وسط المدينة، وكان ذو أربع طوابق وأغلق في 14 أبريل 2007 بسبب تناقص عدد الزوار. كان الليلة الماضية النادي مفتوح للجمهور.
في المبنى الذي كان يستضيف بان كلوب، افتتح ملهى ليلي جديد وهو ك3 في أبريل 2007. وهو ليس مخصصا بمجتمع المثليين ولكنه يصف نفسه بأنه ملهى صديق للمثليين.

## وصلات خارجية
- Official site (saying that club is closed)
- News story about opening of K3
- Article on PAN Retro